# Kościół Przemienienia Pańskiego w Giżycach
Kościół Przemienienia Pańskiego w Giżycach – rzymskokatolicki kościół parafialny należący do parafii pod tym samym wezwaniem (dekanat Grabów diecezji kaliskiej).
Jest to świątynia wybudowana przez księdza Ignacego Płoszaja i ukończona w 1878 roku. Bryła kościoła jest skromna i niewielka, a jej kształt nawiązuje do architektury klasycystycznej. W elewacji frontowej znajduje się - na szerokiej kruchcie - wieża zwieńczona dachem hełmowym z kulą i krzyżem, a jest ozdobiona dwiema niszami z umieszczonymi w nich figurami. Jednonawowe wnętrze było ostatnio gruntownie odnawiane: niedawno pojawiły się nowe ławki, posadzka i konfesjonały oraz nowe okna, na renowację czekają ściany i ołtarze. W ołtarzu głównym - ozdobionym kolumnami podtrzymującymi belkowanie a także rzeźbami przedstawiającymi św. Piotra i św. Pawła  - jest umieszczony obraz Przemienienia Pańskiego, a na jego zasuwie znajduje się obraz Wniebowzięcia Najświętszej Maryi Panny i wizerunek św. Antoniego Padewskiego (usytuowany w zwieńczeniu). Niżej jest umieszczone tabernakulum, na którym „leży” księga Pisma Świętego, a na niej leży Baranek, będący symbolem Jezusa w Najświętszym Sakramencie i Jego ofiarę za wszystkich ludzi. W prezbiterium na sklepieniu znajduje się fresk Trójcy Świętej, z kolei na całej długości nawy nad oknami oraz pomiędzy filarami pod chórem są ulokowane wizerunki świętych (m.in. św. Brat Albert Chmielowski czy św. Kazimierz Królewicz), jednak dużo późniejsze niż pozostałe wyposażenie świątyni i posiadające niewielką wartość artystyczną. W kościele są umieszczone również dwa ołtarze boczne, ulokowane przy ścianie tęczy. W ołtarzu z lewej strony znajduje się obraz św. Józefa i św. Wojciecha w zwieńczeniu), w mensie tego ołtarza są umieszczone symbole św. Józefa (lilia i stolarskie narzędzia), z prawej strony z kolei znajduje się ołtarz z obrazem przedstawiający Matkę Bożą w czasie ukrzyżowania Jezusa (w mensie ołtarza są umieszczone symbole męki Pańskiej - bicz oraz serce Jezusa przebite sztyletem) oraz obraz św. Stanisława (w zwieńczeniu). Przy ołtarzu św. Józefa jest usytuowana mała, drewniana chrzcielnica z ciekawymi zdobieniami i podstawą składającą się z trzech głów i korpusów morskich stworzeń przypominających ryby.